# Gastrodes arizonensis
Gastrodes arizonensis är en insektsart som beskrevs av Robert L. Usinger 1938. Gastrodes arizonensis ingår i släktet Gastrodes och familjen Rhyparochromidae. Inga underarter finns listade i Catalogue of Life.